# Мулова черепаха мексиканська
Мулова черепаха мексиканська (Kinosternon hirtipes) — вид черепах з роду Американські мулові черепахи родини Мулові черепахи. Має 6 підвидів. Інша назва «жорстконога мулова черепаха».

## Опис
Загальна довжина карапаксу досягає 15,7—18,5 см. Спостерігається статевий диморфізм: самці більші за самиць. Голова середнього розміру. Кінчик верхньої щелепи витягнуто уперед. На носі розташовані трикутні, ромбоподібні або конусоподібні щитки. На підборідді є 3 пари вусиків. Карапакс овальний, опуклий. Має 1 кіль. У молодих особин помітно 3 кіля. Пластрон короткий і вузький, не повністю закриває карапакс. Самці мають увігнутий пластрон і хвіст з шипом.
Голова і шия забарвлені мінливо: від жовто—коричневого до чорного кольору зі смужками і цятками. Щелепи жовто—коричневі або сірі зі смужками темного кольору. Карапакс оливковий, світло—коричневий з темною облямівкою щитків або темний, майже чорний. Колір пластрона коливається від жовтого до коричневого з темною облямівкою щитків. Кінцівки і хвіст сірі, оливкові або коричневі.

## Спосіб життя
Полюбляє різного роду водойми: озера, ставки, річки, що впадають в озера, тимчасові водойми. Зустрічається на висоті до 800–2600 м над рівнем моря. Здебільшого веде нічний спосіб життя, але бувають періоди денної активності. Ця черепаха більш водна, ніж інші черепахи її роду. У сплячку не впадає. Харчується комахами, хробаками, іншими безхребетними, земноводними, дрібною рибою.
Самиці стають статевозрілими у 6—8 років при довжині карапаксу 95—100 мм. Парування починається з пізнього травня до пізнього вересня. Відкладання яєць відбувається з раннього травня до вересня. Самиця відкладає 1—7 яєць еліптичної форми розміром 24,2—33,2х14,6—18,6 мм з тендітною шкаралупою. Інкубаційний період триває 196–201 днів. Новонароджені черепашенята з'являються з довжиною панцира 20—27 мм. Карапакс у них довгий коричневого кольору, пластрон — червоний або помаранчевий з темним центром. За сезон буває від 2 до 4 кладок.

## Розповсюдження
Мешкає на крайньому південному заході Техасу (США), північних районах Мексики по пустелі Чіуауа до Мехіко: штати Коауїла, Ґуанахуато, Халіско, Мехіко, Мічоакан, Морелос, Чіуауа, Дуранго, Сакатекас, Аґуаскальєнтес, Керетаро.

## Підвиди
- Kinosternon hirtipes hirtipes (14 см)
- Kinosternon hirtipes chapalaense (15,2 см)
- Kinosternon hirtipes magdalense (11,7)
- Kinosternon hirtipes megacephalum (9,4 см)
- Kinosternon hirtipes murrayi (18,5)
- Kinosternon hirtipes tarascense (13,6)